# 에타플
에타플(프랑스어: Étaples)은 프랑스 북부 오드프랑스 파드칼레주의 코뮌이다. 이 지역은 칸체강의 낚시 및 레저 항구이다.